# 情報化統括責任者
情報化統括責任者（Chief Information Officer）とは、ITを導入して政府や企業の業務改善や情報システム分析・評価・最適化計画を策定する責任者のことである。通称はCIOという。政府機関や企業などにおいて各部署間の情報の共有化を図ることや、企業内の共同歩調をとるために動く役職である。ITへの投資の成否が企業の存続/成長を決めるとすら言われていることなど、その役割は重要なものである。 
情報化統括責任者は、情報化統括責任者補佐官などとともに、行政や企業の情報システムなどの導入から業務改善、行政サービス向上の成果に最終的な責任を持つ最終責任者であり、事業スポンサーとの間の調整についても責任を持つ。